# Scania
Scania aktiebolag (skraćeno Scania AB ili samo Scania) globalna je automobilska industrija koja se bavi proizvodnjom komercijalnih vozila - posebice teških kamiona i autobusa. Također, tvrtka se bavi i proizvodnjom dizelskih motora za pogon teških vozila, brodova i industriju.
Tvrtka je osnovana 1891. u švedskom gradu Södertälje gdje je i danas Scanijino sjedište. Scania danas ima deset proizvodnih pogona u Švedskoj, Francuskoj, Nizozemskoj, Poljskoj, Rusiji, Argentini i Brazilu. Osim toga, tu su još i deset montažnih postrojenja u Africi, Aziji i Europi.
Scania se diljem Svijeta bavi proizvodnjom, prodajom i financiranjem drugih poduzeća. 2008. tvrtka je u cijelom svijetu imala 35.000 zaposlenih.
Scania je danas u većinskom vlasništvu njemačke Volkswagen grupe grupacije, u kojoj se osim VW-a i Scanije, nalaze i drugi ugledni proizvođači automobila poput: Audija, Porschea, Bentleyja, Lamborghinija, Bugattija, Seata, Škode, Suzukija i MAN-a.
Scanijin logotip prikazuje Griffin te se nalazi na grbu švedske pokrajine Scanije (šve. Skåne). Također, to ime je i latinski naziv za švedsku pokrajinu Skåne.

## Povijest
Scania AB je nastala spajanjem dviju tvrtki - Scanije i Vabisa.

## Scania i Vabis
Tvrtka Vabis (šve. Vagnsfabriksaktiebolaget i Södertälje) osnovana je 1891. kao tvrtka kćer čeličane Surahammars Bruk iz grada Södertälje, koja se bavila proizvodnjom željezničkih vagona. 1902. godine, inženjer Gustaf Erikson dizajnirao je prvi kamion koji je tvrtka proizvela. Bio je pokretan benzinskim motorom i dvostupanjskim mjenjačem. Godinu dana kasnije, tvrtka Vabis počela je proizvoditi komercijalna vozila.
1907. tvrtka je razvila kamion od tri tone koji je osvojio nagradu Švedskog kraljevskog automobilističkog kluba 1909. Međutim, taj kamion je predstavljao financijsku katastrofu za tvrtku jer vozilo nije privuklo značajni broj kupaca.
Tvrtka Maskinfabriks-aktiebolaget Scania osnovana je 1900. u Malmöu, na jugu Švedske. Započela je s proizvodnjom bicikala, dok je 1903. proizveden prvi automobil. 1905. Scania je proizvela prvi kamion.

## Spajanje
Zbog financijskih problema, tvrtka Vabis spojila se s Maskinfabriks-aktiebolaget Scania 1911. godine, te je nastala zajednička tvrtka AB Scania-Vabis. Proizvodnja motora i automobila odvijala se u Vabisovoj, a proizvodnja kamiona u Scanijinoj tvornici.

## Prvi svjetski rat i 1920-e
Sljedećih nekoliko godina dobit tvrtke je stagnirala, dok je oko trećina narudžbi bilo iz inozemstva. Izbijanjem 1. svjetskog rata dolazi do velike prodajne promjene, te se gotovo sva vozila prodaju švedskoj vojsci. 1916. tvrtka AB Scania-Vabis ostvarila je dovoljno veliku dobit koja joj je omogućila investiranje u oba proizvodna pogona.
Završetkom rata, Scania je 1919. usredotočena samo na proizvodnju kamiona, isključivši mogućnost proizvodnje automobila i autobusa. Međutim, tvrtka je 1921. bankrotirala.
Nakon velikih financijskih poteškoća 1921., banka Stockholms Enskilda Bank u vlasništvu švedske obitelji Wallenberg uložila je u tvrtku Scania-Vabis značajna financijska sredstva, te je tvrtka postala snažna.
Krajem 1913., tvrtka je osnovala svoju podružnicu u Danskoj. Sljedeće godine u Danskoj je izgrađen prvi automobil, četverosjed s Phaeton dizajnom. Automobil je izgrađen u tvornici Frederiksberg u Kopenhagenu. Iste godine u tvornici je izgrađen prvi Scania-Vabis kamion, a nakon toga razvijen je V8 motor, jedan od prvih na Svijetu.
1921. danska tvornica prodala je oko 175 proizvedenih kamiona i 75 automobila. Nakon što je ostvaren cilj, tvornica u Danskoj je zatvorena.
Posljednji automobil uopće, Scania je proizvela 1929.

## 1930-e i 1940-e
Tokom 2. svjetskog rata Scania proizvodi različite modele vojnih vozila za potrebe švedske vojske, uključujući i lake tenkove Stridsvagn m/41 koji su se proizvodili na temelju licence. Scania-Vabis 1948. postaje generalni uvoznik Volkswagenovih vozila u Švedskoj.

## 1950-e i 1960-e
Tijekom 1950-ih tvrtka je proširila svoj proizvodni asortiman za nove segmente kupaca, te postaje predstavnik za Willys Jeep i Volkswagen Beetle vozila. Upravo poslovanje s Bubom je za Scaniju-Vabis bilo veoma profibilno. 1954. predstavljen je kamion Regent, zahvaljujući čemu započinje konkurencija s Volvom.
Tijekom tog razdoblja, Scania-Vabis je proširila svoju distributersku mrežu dok su se diljem zemlje otvarali specijalizirani servisi. Do kraja 1950-ih, tržišni udio Scania-Vabisa u Švedskoj bio je između 40 do 50%, dok se na tržištu teških kamiona povećao udio na 70%. Time je Scania postala važan proizvodno-prodajni segment na tržištu tegljača.
Vjerojatno najveći utjecaj, Scania-Vabis imala je na izvoznom tržištu. Do 1950. tvrtka je ostvarivala izvoz koji je iznosio 10% ukupne proizvodnje. Deset godina kasnije, izvoz je povećan na 50% ukupne proizvodnje. Nizozemska tvrtka Beers postala je vrlo važan Scanijin poslovni partner. Tako je Beers postao službeni uvoznik teretnih vozila Scania-Vabis za nizozemsko tržište. Također, uspostavljena je mreža distributera te programi obuke za mehaničare i vozače. Beers je svojim kupcima ponudio besplatni tehnički pregled vozila dva puta godišnje te pomoć na cesti duž cijele Nizozemske sa svojim opremljenim servisnim kamionima. Zbog tih marketinških aktivnosti, Scania-Vabis je konstantno držala 20% tržišnog udjela u Nizozemskoj. Zbog toga je Scanija koristila Beersov poslovni model i u svojim operacijama inozemne prodaje u drugim zemljama.
Tokom 1960-ih Scania-Vabis je proširila svoju proizvodnju na inozemstvo. Do tada se sva proizvodnja obavljala u pogonu u švedskom gradu Södertäljeu. Najzanimljiviji je bio Brazil zbog velikog tržišta teških kamiona te potrebe za međugradskim autobusima i vozilima za tamošnje planinske ceste koje su s vremenom postale neprohodne. Tako je u brazilskom gradu São Bernardo do Campo izgrađen proizvodni pogon 1962. Izgradnjom tog pogona, Scania-Vabis postavila je standarde u međunarodnim operacijama.
Osnivanjem Europske ekonomske zajednice (EEZ) Scaniji-Vabis su otvorene mnoge mogućnosti. Tako je u Nizozemskoj, gdje je tvrtka imala veliki utjecaj, izgrađena tvornica u gradu Zwolleu 1964. U njoj su se proizvodila vozila namijenjena tržištima pet zemalja osnivačica EEZ-a, najviše u Njemačkoj i Francuskoj.
1966. Scania-Vabis stekla je vlasništvo nad tvrtkom Be-Ge Karosserifabrik. Ta tvrtka se od 1946. bavila proizvodnjom kamionskih kabina kojima su opskrbljivani Scania-Vabis i njezin domaći konkurent Volvo. Budući da je postojala poslovna praksa da se proizvođači teretnih vozila opskrbljuju od nezavisnih proizvođača s vanjskim komponentama za vozila, kupnja Be-Ge Karosserifabrika pokazala se kao odličan Scanijin potez.
Scania-Vabis nastavila je s ekspanzijom kupnje proizvodnih tvrtki. 1967. Scania kupuje kompaniju Svenska Karosseri Verkstäderna sa sjedištem u Katrineholmu, te osniva novu podružnicu pod nazivom Scania-Bussar. Godinu dana kasnije, Scanija u Katrineholm "prebacuje" svu svoju proizvodnju autobusa. Ostale proizvodne lokacije smještne su u Sibbhult i Falun čime Scania-Vabis povećava broj zaposlenika. Tako je primjerice u Scanijinom sjedištu u gradu Södertäljeu, zbog povećanja obima proizvodnje u tvornici povećan broj gradske populacije.
Od 1968. tvrtka sva svoja komercijalna vozila prodaje pod imenom Scania, bez dodatka Vabis. Iste godine osnovan je i prvi prodajni ured u Njemačkoj.

## Saab-Scania AB
1969. Scania-VABIS se spaja sa Saabom te je osnovana tvrtka Saab-Scania AB. Kada su se Saab i Scania poslovno razdvojili 1995., imena kamiona i autobusa promijenjena su u Scania AB. Godinu potom, Scania AB je stavila svoje dionice na burzovnu kotaciju. To je uzrokovalo manju promjenu imena tvrtke u Scania AB (publ).
Mnogi primjerci komercijalnih i vojnih vozila tvrtki Scania, Vabis i Scania-Vabis mogu se vidjeti u Scanijinom muzeju "Marcus Wallenberg-hallen" u Södertäljeu.

## Vlasnička struktura

### Volvo
7. kolovoza 1999. Volvo je najavio da je dogovorio stjecanje većinskog udjela u Scaniji. Tako bi Volvo kupio 49,3% dionica od tvrtke Investor AB, Scanijinog najvećeg dioničara. Poslom vrijednim 7,5 mljrd. USD (60,7 mljrd. SEK) Volvo je htio stvoriti drugog najvećeg proizođača teških kamiona, poslije DaimlerChryslera. Volvo je novac za kupnju Scanije nabavio prodajom svojeg automobilskog segmenta američkom Ford Motor Company u siječnju 1999. Međutim, posao je tek trebala odobriti Europska unija.
U konačnici, posao nije realiziran, jer EU nije odobravala neke afere u tvrtki, rekavši da će se time stvoriti tvrtka sa 100%-tnim udjelom na nordijskom tržištu.

### MAN
U rujnu 2006., njemački proizvođač kamiona MAN AG ponudio je Scaniji 10,3 mljrd. eura za tzv. neprijateljsko ulaganje. Scanijin CEO, Leif Östling, bio je prisiljen ispričati se javnosti, jer je ponudu MAN-a opisao kao "Blitzkrieg". MAN AG je kasnije povukao spornu ponudu, ali je u siječnju 2008. povećao pravo glasa u Scaniji na 17%.

### Današnja vlasnička struktura
Danas postoje dva glavna dioničara tvrtke Scania AB (publ):
- Volkswagen Group - njemački automobilski proizvođač najveći je Scanijin dioničar. Grupacija ima najveća glasačka prava koja iznose 70,94%.[12] Prvi udio u tvrtki kupljen je od Volva 2000. godine, te je u prvom tromjesječju 2007. iznosio 36,4%.[13] Ostatak današnjeg udjela kupljen je od Investor AB u ožujku 2008.[14] Posao su odobrila regulatorna tijela u srpnju 2008.[11] Scania je tada postala 9. automobilski proizvođač u vlasništvu Volkswagenove grupacije.[15]

- MAN AG - njemački proizvođač kamiona drugi je najveći dioničar Scanije te ima pravo glasa koje iznosi 17,34% u Scaniji.[12] Također, Volkswagen Group[11] ima 29,9% glasačkog prava u MAN-u koje je stekao 2007.[13]

| 10 najvećih Scanijinih dioničara             | 10 najvećih Scanijinih dioničara | 10 najvećih Scanijinih dioničara | 10 najvećih Scanijinih dioničara | 10 najvećih Scanijinih dioničara |
| Dioničar                                     | A dionice                        | B dionice                        | % udjela u kapitalu              | % udjela u glas. pravima         |
| -------------------------------------------- | -------------------------------- | -------------------------------- | -------------------------------- | -------------------------------- |
| Volkswagen Aktiengesellschaft (Njemačka)     | 306.232.239                      | 59.037.822                       | 45,66                            | 70,94                            |
| MAN SE (Njemačka)                            | 73.047.179                       | 33.718.857                       | 13,35                            | 17,37                            |
| / Clearstream Banking (Njemačka, Luksemburg) | 1.170.514                        | 32.973.450                       | 4,27                             | 1,02                             |
| JP Morgan Chase Bank (SAD)                   | 461.584                          | 36.220.219                       | 4,59                             | 0,93                             |
| Swedbank Robur Fonder (Švedska)              | 0                                | 29.043.665                       | 3,63                             | 0,66                             |
| Skandia Liv (Švedska)                        | 974.374                          | 9.646.318                        | 1,33                             | 0,44                             |
| Alecta Pensionsförsäkring (Švedska)          | 0                                | 19.085.000                       | 2,39                             | 0,33                             |
| AMF Försäkring och fonder (Švedska)          | 650.000                          | 9.678.411                        | 1,23                             | 0,36                             |
| Handelsbanken fonder (Švedska)               | 0                                | 7.202.362                        | 0,90                             | 0,16                             |
| Norveška Vlada                               | 0                                | 6.937.665                        | 0,87                             | 0,16                             |
| 10 najvećih dioničara                        | 382.535.890                      | 243.021.708                      | 78,19                            | 92,46                            |
| Ostali                                       | 17.464.110                       | 156.978.292                      | 21,81                            | 7,54                             |
| Ukupno vlasništvo                            | 400.000.000                      | 400.000.000                      | 100                              | 100                              |

| 10 najvećih Scanijinih dioničara po državama | 10 najvećih Scanijinih dioničara po državama | 10 najvećih Scanijinih dioničara po državama |
| Zemlja                                       | % udjela u kapitalu                          | % glas. prava                                |
| -------------------------------------------- | -------------------------------------------- | -------------------------------------------- |
| Njemačka                                     | 59,07                                        | 88,33                                        |
| Švedska                                      | 25,21                                        | 8,03                                         |
| Ujedinjeno Kraljevstvo                       | 6,10                                         | 1,30                                         |
| Luksemburg                                   | 4,64                                         | 1,15                                         |
| SAD                                          | 2,02                                         | 0,41                                         |
| Norveška                                     | 0,97                                         | 0,18                                         |
| Irska                                        | 0,34                                         | 0,18                                         |
| Danska                                       | 0,16                                         | 0,08                                         |
| Švicarska                                    | 0,20                                         | 0,07                                         |
| Japan                                        | 0,28                                         | 0,05                                         |

### OMX Stockholm 30
OMX Stockholm 30 (OMXS30) je indeks dionica koje kotiraju na stockholmskoj burzi vrijednosnih papira. U tom indeksu nalazi se 30 najprofitabilnijih švedskih tvrtki, a među njima je i Scania. Tako OMX Stockholm 30 sadrži najkvalitetnije švedske dionice. Burzovna oznaka Scanije je SCV B.

### Kotacija dionica
Danas na burzi vrijednosnica kotira 400 miljuna A i 400 miljuna B dionica Scanije, s ukupnom kapitaliziranom vrijednosti koja iznosi 72.880 milj. SEK. Upravljačka prava dionica iznose: jedna A dionica = 1 glas, deset B dionica = 1 glas.
29. siječnja 2010. Švedska depozitarna agencija za vrijednosne papire - Euroclear objavila je da Scania ima 119.973 vlasnika (dioničara).

### Vrijednost
Ukupna imovina Scanije je 2009. iznosila 98.451 milj. SEK, dok je ukupni kapital tvrtke u istoj godini iznosio 23.303 milj. SEK.

## Proizvodi
Scania se bavi razvojem, proizvodnjom i prodajom kamiona težine veće od 16 tona za transport tereta na veće udaljenosti, regionalni i lokalni prijevoz dobara te kamiona potrebnih u graditeljstvu. Scania je jedan od rijetkih proizvođača kamiona koji koriste kabine i na specijalnim vozilima kao što su vatrogasna vozila ili kamioni za odvoz smeća u različitim dužinama. Primjerice, Scania proizvodi i kabine za devet osoba. Vezano uz kamione, Scania dizajnira i proizvodi odijela specijalno namijenjena vozačima kamiona, pod nazivom Scania Truck Gear.
Osim kamiona, Scania proizvodi i autobuse za gradski i prigradski promet te turističke autobuse.
Uz automobilsku proizvodnju, tvrtka je vezana i za proizvodnju industrijskih i brodskih motora, generatora te poljoprivrednih strojeva.
Osim proizvodnih djelatnosti, Scanijin proizvodni asortiman je proširen i na pružanje financijskih usluga.

## Trenutna proizvodnja

### Kamioni / specijalna vozila
- P serija - vozila za regionalni i lokalni promet te specijalizirani transport. Kamioni iz te serije imaju nove P kabine koje su dostupne u tri varijante - kratka kabina, prostrana dnevna kabina te kabina s jednim krevetom.

- G serija - ova serija nudi veliki raspon modela na tržištu koji služe prijevozu dužeg raspona te vozila potrebna u graditeljstvu. Svi modeli ove serije imaju G kabinu te postoje tri varijante ove kabine: kratka kabina, prostrana dnevna kabina te tri kabine s krevetima. Kod kamiona postoje različite konfiguracije osovina, a one najčešće ovise o visini šasije i ovjesu.

- R serija - ova serija predstavljena je na tržištu 2004. te je 2005. i 2010. osvojila prestižnu nagradu "Međunarodni kamion godine".[19] Kamioni iz ove serije namijenjeni su transportu na "duže staze". Svi modeli iz ove serije imaju R kabinu. Postoje različite konfiguracije osovine, a one ovise o visini podvozja i ovjesa. Scania R730, najsnažniji model iz R serije, trenutno drži rekord najsnažnijeg proizvedenog kamiona. Njegov DC16 Turbo Diesel V8 motor zapremine 16,4 litre, postiže snagu od 540 kW / 720 KS.

### Autobusi
- F serija - autobusi s Euro 4 motorima
- K serija - autobusi (za transport i obuku vozača) s Euro 4 / Euro 5 motorima
- N serija - autobusi s Euro 4 / Euro 5 motorima
- OmniLink (CK serija) - citybus sa stražnjim motorom
- OmniCity (CN serija) - citybus s poprečnim motorom
- OmniExpress (LK serija) - međugradski autobus za obuku vozača.

### Dizelski motori
Scania od 1897. proizvodi motore s unutarnjim sagorijevanjem kada je inženjer Gustaf Erickson za tvrtku dizajnirao motor za prvi Scanijin automobil. Tijekom narednih godina, Scania je narasla u jednog od najvećih svjetskih proizvođača građevinskih strojeva i motora ne samo za kamione i autobuse, nego i za brodove i industriju. Velik dio Scanijine proizvodnje izvozi se u inozemstvo.

## Povijesni modeli

### Kamioni / specijalna vozila
- L serija
- LB serija
- 2. serija: 82, 92, 112, 142
- 3. serija: 93, 113, 143
- 4. serija: 94, 114, 124, 144, 164
- T serija (2004. – 2005.): nasljednik 4. serije T modela.[21]

### Autobusi
- BF80 serija
- BF110 / CF110 serija
- BR110 / CR110 serija
- BF111 serija
- BR111 / CR111 serija: BR111DH proizvodio se u Scanijinoj tvornici u V. Britaniji
- BR112 / CR112 serija
- BR85 / CR85 serija
- BR145 / CR145 serija
- BF86 serija
- BR86 serija
- BR116 serija
- F82 serija
- K82 serija
- S82 serija
- K92 serija
- F112 serija
- K112 serija
- N112 serija
- S112 serija
- F93 serija
- K93 serija
- F113 serija
- K113 serija
- L113 serija
- N113 serija
- S113 serija
- F94HA/HB/IB modeli
- K94EB/IB/UB modeli
- K114EB/IB modeli
- K124EB/IB modeli
- L94IB/UA/UB modeli
- N94UA/UB/UD modeli (u V. Britaniji su se modeli N94UB/N94UD prodavali pod nazivom Scania OmniTown / Scania OmniDekka)
- OmniLine (IL94IB): međugradski autobus
- OmniLink (CL94UA/CL94UB): citybus s motorom na stražnjoj strani
- OmniCity (CN94UA/CN94UB): citybus s poprečnim motorom
- OmniCity (N94UD): citybus s poprečnim motorom

### Dizelski motori
- DS11/DSC11
- DS14/DSC14 V8 motor

## Oznake modela
Scania svoje modele označuje prema sljedećim pravilima:
Glavni modeli:
- F - šasija je s motorom smještena uzdužno ispred prednje osovine
- S - šasija je s motorom smještena uzdužno iza prednje osovine
- K - šasija je s motorom smještena uzdužno iza stražnje osovine
- L - šasija je s motorom smještena uzdužno iza stražnje osovine, 60 stupnjeva ulijevo
- N - šasija je s poprečnim motorom smještena iza stražnje osovine
- CN - autobus s N šasijom
- CK - autobus s K šasijom
- CL - autobus s L šasijom.

Serije motora
- 9 - DN9 ili DS9 serije motora
- 11 - DS11 ili DSC11 serije motora.

Razvojni kod
- 3 - vozila treće generacije.

Modeli šasija
- A - šasija za autobuse-harminike
- C - šasija za dvo-osovinski autobus
- D
- N - F šasija za vozila namijenjena teškim uvjetima
- T - šasija za autobuse s pratećom osovinom.

Mjesto volana
- L - vozila s volanom na lijevoj strani
- R - vozila s volanom na desnoj strani.

## Proizvodni pogoni
| !Ime tvornice         | Lokacija                          | Trenutna proizvodnja vozila                | Bivša proizvodnja vozila        | Proizvodnja auto dijelova                        | Godina otvaranja | Br. zaposlenika | Bilješke | Koordinate tvornice                             |
| --------------------- | --------------------------------- | ------------------------------------------ | ------------------------------- | ------------------------------------------------ | ---------------- | --------------- | --- | ----------------------------------------------- |
| Angers                | Angers Pays de la Loire Francuska | Scania kamioni                             |                                 |                                                  |                  | 548             | Tvornica Scania Production S.A.S. i proizvodna linija; dio Scania AB. | 47°30′4″N 0°30′55″W / 47.50111°N 0.51528°W      |
| Luleå                 | Luleå Švedska                     |                                            |                                 | Okviri i stražnje osovine Scanijinih kamiona     |                  | 713             | Tvornica Ferruform AB; dio Scania AB. | 65°36′48″N 22°7′45″E / 65.61333°N 22.12917°E    |
| Meppel                | Meppel Nizozemska                 |                                            |                                 | Dijelovi za Scanijine kamione i lakirnica        |                  | 75              | Tvornica Scania Production Meppel B.V.; dio Scania AB. | 52°41′25″N 6°10′24″E / 52.69028°N 6.17333°E     |
| Oskarshamn            | Oskarshamn Švedska                |                                            |                                 | Proizvodnja kabina za Scanijine kamione          |                  | 2.172           | Tvornica Scania AB. | 57°15′24″N 16°25′42″E / 57.25667°N 16.42833°E   |
| São Bernardo do Campo | São Bernardo do Campo Brazil      |                                            | Scania-Vabis kamioni i autobusi |                                                  | 1959.            | 0               | Izvorno tvornica Scania-Vabis, danas je poznata kao Anchieta, trenutno najstarija tvornica Volkswagena izvan Njemačke. Ta tvornica je danas dio Volkswagen do Brasil Indústria de Veículos Automotores Ltda. | 23°44′7″S 46°32′48″W / 23.73528°S 46.54667°W    |
| São Paulo             | São Paulo Brazil                  | Scania kamioni i šasije za Scania autobuse |                                 | Motori i osovine                                 |                  | 2.299           | Tvornica Scania Latin America Ltda.; dio Scania AB. | 23°42′49″S 46°33′58″W / 23.71361°S 46.56611°W   |
| Słupsk                | Słupsk Poljska                    | Tijelo Scania autobusa                     |                                 |                                                  |                  | 747             | Tvornica Scania Production Slupsk S.A. i proizvodna linija; dio Scania AB. | 54°28′42″N 17°0′46″E / 54.47833°N 17.01278°E    |
| Södertälje            | Södertälje Švedska                | Scania kamioni i šasije za Scania autobuse |                                 | Komponente i motori                              |                  | 8.700           | Sjedište tvrtke Scania AB te glavni proizvodni pogon. | 59°10′14″N 17°38′26″E / 59.17056°N 17.64056°E   |
| Sankt-Peterburg       | Sankt-Peterburg Rusija            | Tijelo Scania autobusa                     |                                 |                                                  |                  | 204             | Tvornica Scania Peter i proizvodna linija; dio Scania AB. |                                                 |
| Tucumán               | San Miguel de Tucumán Argentina   |                                            |                                 | Proizvodnja zadnjih osovina i zupčanika mjenjača |                  | 649             | Tvornica Scania Argentina S.A., dio Scania AB. | 26°52′47.5″S 65°7′38″W / 26.879861°S 65.12722°W |
| Zwolle                | Zwolle Nizozemska                 | Scania kamioni                             |                                 |                                                  | 1964.            | 1.437           | Tvornica Scania Nederland B.V., dio Scania AB. | 52°30′46″N 6°3′48″E / 52.51278°N 6.06333°E      |
| !Ime tvornice         | Lokacija                          | Trenutna proizvodnja vozila                | Bivša proizvodnja vozila        | Proizvodnja auto dijelova                        | Godina otvaranja | Br. zaposlenika | Bilješke | Koordinate tvornice                             |

## Vanjske poveznice
- Službena Scanijina web stranica
- Fotografije Scanije